# Dolné Semerovce
Dolné Semerovce este o comună slovacă, aflată în districtul Levice din regiunea Nitra. Localitatea se află la altitudinea de 145 m deasupra n.m., se întinde pe o suprafață de 11,86 km2 și în 2017 număra 552 de locuitori.

## Istoric
Localitatea Dolné Semerovce este atestată documentar din 1268.

## Demografie
| An:                | 1994 | 2004   | 2014    | 2024   |
| ------------------ | ---- | ------ | ------- | ------ |
| Număr de persoane: | 462  | 502    | 555     | 535    |
| Diferență:         |      | +8,65% | +10,55% | −3,60% |

| An:                | 2023 | 2024 |
| ------------------ | ---- | ---- |
| Număr de persoane: | 535  | 535  |
| Diferență:         |      | +0%  |